# Àcid oxàlic
L'àcid oxàlic és el compost químic amb la fórmula H₂C₂O₄ anomenat sistemàticament com a àcid etandioic. Aquest àcid dicarboxílic està més ben descrit amb la fórmula HOOC-COOH.
És un àcid orgànic relativament fort, 10.000 vegades més que l'àcid acètic. El dianió, conegut com a oxalat és un agent reductor. Les sals derivades d'aquest àcid s'anomenaran oxalats, per exemple l'oxalat de calci (CaOOC-COOCa), principal constituent de les pedres del ronyó més freqüents.

## Preparació
Encara que es pot comprar ja preparat, podem fer àcid oxàlic en laboratori oxidant sacarosa utilitzant àcid nítric amb presència d'una petita quantitat de pentaòxid de divanadi que fa de catalitzador. A gran escala, l'oxalat de sodi es fabrica mitjançant l'absorció de monòxid de carboni per part de l'hidròxid de sodi calent sota pressió.
Típicament, l'àcid oxàlic s'obté com a dihidrat. Aquest sòlid pot ser deshidratat amb calor o sota destil·lació azeotròpica. L'àcid oxàlic anhídrid existeix en forma de dos polimorfs; en un d'ells, l'enllaç d'hidrogen dona com a resultat una estructura en cadena mentre que en l'altra forma l'enllaç d'hidrogen, constitueix una estructura com un full.

## Reaccions
L'àcid oxàlic és un àcid dèbil relativament fort, amb pKa1 = 1,27 i pKa2 = 4,28. L'àcid oxàlic exhibeix moltes de les reaccions característiques d'altres àcids carboxílics. L'oxalat és un excel·lent lligand per ions metàl·lics. Normalment, s'embolica com un lligand bidentat formant un anell MO₂C₂ de cinc membres. Un complex il·lustratiu podria ser el ferrioxalat de potassi, K₃[Fe(C₂O₄)₃]. El medicament Oxaliplatí veu millorada la seva solubilitat relativa en aigua respecte d'altres medicaments antics basats en platí, evitant l'efecte secundari de la nefrotoxicitat, que limita el nombre de dosis.

## A la natura
L'àcid oxàlic i els oxalats són presents a moltes plantes, com les espècies del gènere Rumex i Oxalis. L'arrel i/o les fulles del ruibarbre, les de la Reynoutria japonica i les del fajol també presenten alts nivells d'àcid oxàlic. Altres plantes que també tenen altes concentracions d'oxàlic inclouen en ordre decreixent el caramboler, el pebre negre, el julivert, l'amarant, l'espinac, la remolatxa, el cacau, la xocolata, molts fruits secs, moltes baies i els pèsols.

## Proves per l'àcid oxàlic
La valoració amb permanganat de potassi pot revelar la presència d'àcid oxàlic. L'ascorbat interfereix en aquesta prova que es basa en el poder de reducció.